# Jitterbug

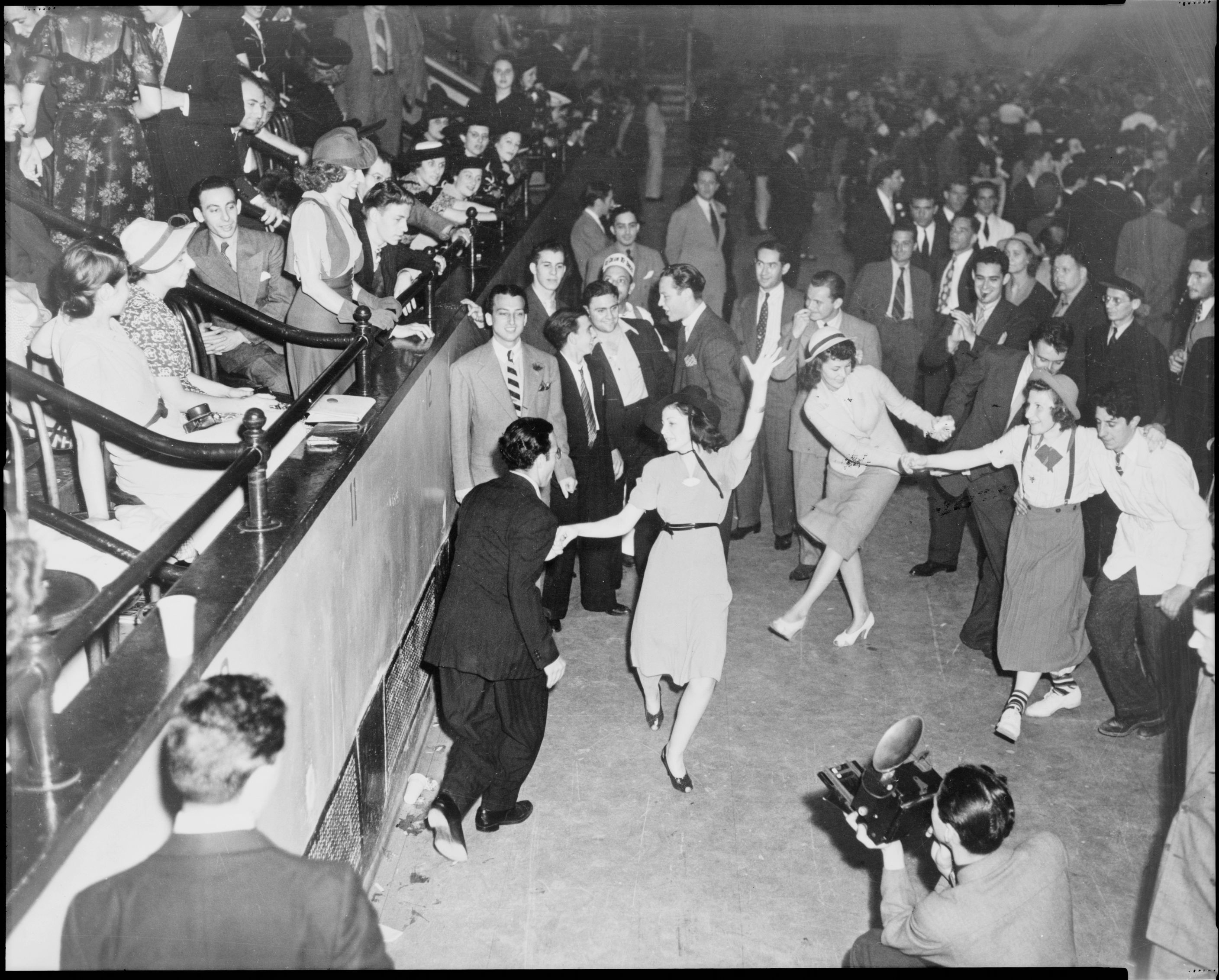
Danseurs de swing en 1938.

Le jitterbug désigne un danseur de swing ou bien différentes variations de danses swing comme le lindy hop, le jive ou le West Coast Swing. Aux États-Unis, il est aussi utilisé comme verbe pour décrire une personne dansant sur une musique swing.

## Terminologie
Ce mot vient d'une expression populaire américaine du début du XXe siècle décrivant des alcooliques souffrant de delirium tremens. Dès 1926, l'expression est associée aux danseurs de swing dansant sans aucun contrôle ni connaissance de la danse faisant penser à des ivrognes au Savoy Ballroom de New York. C'est durant l'époque de la Prohibition que cette danse est appelée « jitter-bug » en référence à la jitter-sauce (l'alcool frelaté).
Ce serait Harry White, trombone dans l'orchestre de Cab Calloway, qui aurait inventé ce mot. Appelant ses amis « my bug », un jour il s'écrie : « Who in hell took my jitter, bug ? ». En 1935, Cab enregistre un morceau, Call of the Jitter Bug (Jitterbug), et un film, Cab Calloway's Jitterbug Party, qui contribuent à populariser l'expression « jitterbug ». Les paroles de Call of the Jitter Bug démontrent clairement l'association d'idée de jitterbug avec la consommation d'alcool : « If you'd like to be a jitter bug, / First thing you must do is get a jug, / Put whiskey, wine and gin within, / And shake it all up and then begin. / Grab a cup and start to toss, / You are drinking jitter sauce! / Don't you worry, you just mug, / And then you'll be a jitter bug! »
John Martin, le critique de danse du New York Times, à propos du Savoy Ballroom écrit : « Le jitterbug blanc est souvent grossier à regarder... mais son original nègre est une tout autre affaire. Ses mouvements ne sont jamais exagérés au point de manquer de contrôle, et ses figures les plus violentes sont empreintes d'une dignité indéniable... Il y a une quantité remarquable d'improvisation... mélangée... à des figures de Lindy Hop. De toutes les danses de salon que ces yeux indiscrets ont pu voir, celle-ci est sans conteste la plus belle. »
En mai 1984, le mot est repris dans la chanson Wake Me Up Before You Go-Go du groupe Wham!.

## Histoire
Le jitterbug se développe à partir des danses exécutées par les Afro-Américains dans les juke-joints et les salles de danse. Le Carolina shag et le lindy hop simple constituent la base du jitterbug, qui cède la place au lindy hop double lorsque le rock 'n' roll devient populaire.
Les danseurs caucasiens apprennent l'énergique jitterbug auprès des danseurs des salles noires. Les salles du Hill District de Pittsburgh étaient des endroits populaires où les Blancs apprenaient le jitterbug. Le Savoy Ballroom, une salle de danse de Harlem, était un lieu interculturel célèbre, fréquenté à la fois par les habitants noirs et les touristes caucasiens. Norma Miller, une ancienne danseuse de lindy hop qui se produisait régulièrement au Savoy, note que les danses qui y étaient exécutées étaient chorégraphiées à l'avance, ce qui n'était pas toujours compris par les touristes, qui croyaient parfois que les interprètes ne faisaient que danser socialement . 

## Autres
Jitterbug est aussi le titre d'un morceau d'Angelo Badalamenti, composé pour un film de David Lynch, Mulholand Drive.